# Jan Piechocki (lekkoatleta)
Jan Piechocki (ur. w 1905) – polski lekkoatleta, specjalizujący się w biegach sprinterskich.

## Osiągnięcia
- Mistrzostwa Polski seniorów w lekkoatletyce (2 medale)[2]
  - Poznań 1929 – brązowy medal w biegu na 400 m
  - Warszawa 1930 – srebrny medal w biegu na 400 m